# Nationaal Park Hustain Nuruu
Het Nationaal Park Hustain Nuruu (Mongools: Хустайн байгалийн цогцолборт газар) is gelegen in de ajmag Töv in het centrale deel van Mongolië, circa 95 kilometer ten westen van de hoofdstad Ulaanbaatar. Het gebied werd tot nationaal park opgericht in 1993, één jaar na de succesvolle herintroductie van het przewalskipaard (Equus ferus przewalskii) in Hustain Nuruu. In 2002 werd het nationaal park toegevoegd aan de lijst van biosfeerreservaten onder het Mens- en Biosfeerprogramma (MAB) van UNESCO. Dankzij de succesvolle herintroductie van het voorheen in het wild uitgestorven przewalskipaard, is het gebied populair onder zowel binnenlandse als buitenlandse toeristen.

## Kenmerken
Nationaal Park Hustain Nuruu strekt zich deels uit over het Hentigebergte en deels over de westelijke uitlopers van de Mongoolse steppe. Het gebied  ligt op de overgang van bossteppe naar droge steppe. Het centrale deel van het reservaat is bergachtig, met steile zuidelijke hellingen en ondiepe noordelijke hellingen. De rivier Tuul stroomt ten zuiden van het gebergte en is van deze gescheiden door steppegebieden. Ook zijn er geïsoleerd gelegen berken- en espenbossen. Op de noordelijke berghellingen zijn zelfs enkele taigabestanden te vinden met bomen als Siberische lariks (Larix sibirica), Siberische den (Pinus sibirica) en grove den (Pinus sylvestris).

## Fauna
In N.P. Hustain Nuruu zijn 459 vaatplanten vastgesteld, 85 korstmossen, 90 mossen en 33 schimmels. Daarnaast zijn er 44 zoogdieren in het reservaat vastgesteld, waaronder de Siberische wapiti (Cervus canadensis sibiricus), steppevos (Vulpes corsac), manoel (Otocolobus manul), Siberische steenbok (Capra sibirica), wolf (Canis lupus) en zeldzaamheden als tarbagan (Marmota sibirica), Mongoolse gazelle (Procapra gutturosa) en het przewalskipaard. De vogelwereld is rijk, met 217 vastgestelde soorten. Hiertussen bevinden zich de steenarend (Aquila chrysaetos), monniksgier (Aegypius monachus), lammergier (Gypaetus barbatus), Mongoolse buizerd (Buteo hemilasius), grote trap (Otis tarda), wilde zwaan (Cygnus cygnus), alpenkraai (Pyrrhocorax pyrrhocorax), spiegelroodstaart (Phoenicurus auroreus) en baardpatrijs (Perdix dauurica). De grootste bedreiging voor het gebied is de jacht op de tarbagan en de Siberische wapiti. Los daarvan is het een van de best beschermde gebieden van Mongolië. In 2009 heeft Birdlife International het N.P. Hustain Nuruu aangewezen als een gebied dat van internationaal belang is voor vogels (IBA). Met name vanwege het voorkomen van de grote trap, sakervalk (Falco cherrug) en de kleine torenvalk (Falco naumanni).

## Przewalskipaard
De herintroductie van het przewalskipaard in Nationaal Park Hustain Nuruu is grotendeels te danken aan het Nederlandse echtpaar, Jan en Inge Bouwman. Zij hebben zich ingezet voor het behoud van het przewalskipaard en de herintroductie van de soort in Mongolië. Ze begonnen een groep van experts op te bouwen en stelden een fokprogramma voor de soort op. Op deze manier konden de schadelijke effecten van inteelt geminimaliseerd worden. De przewalskipaarden in het fokprogramma werden eerst geacclimatiseerd in natuurgebieden in Nederland, Duitsland en Askania-Nova in Oekraïne. Hustain Nuruu werd uitgekozen vanwege de gunstige biotopen en infrastructuur in het gebied. De eerste 84 dieren uit het programma werden in 1992 vrijgelaten en de laatste in 2000. Anno 2013 leven er 297 individuen in Hustain Nuruu.

## Afbeeldingen

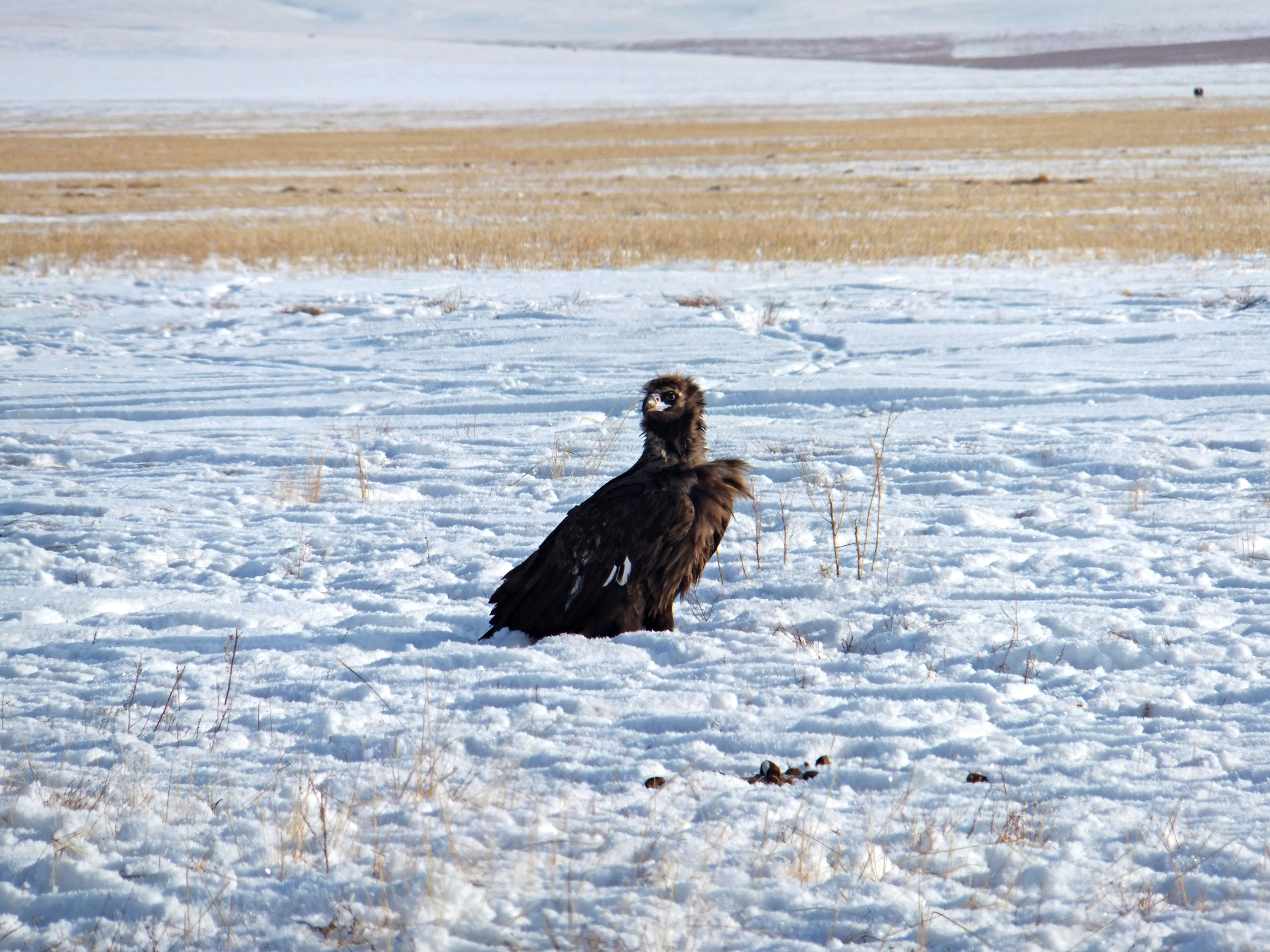
Monniksgier (Aegypius monachus) in N.P. Hustain Nuruu.
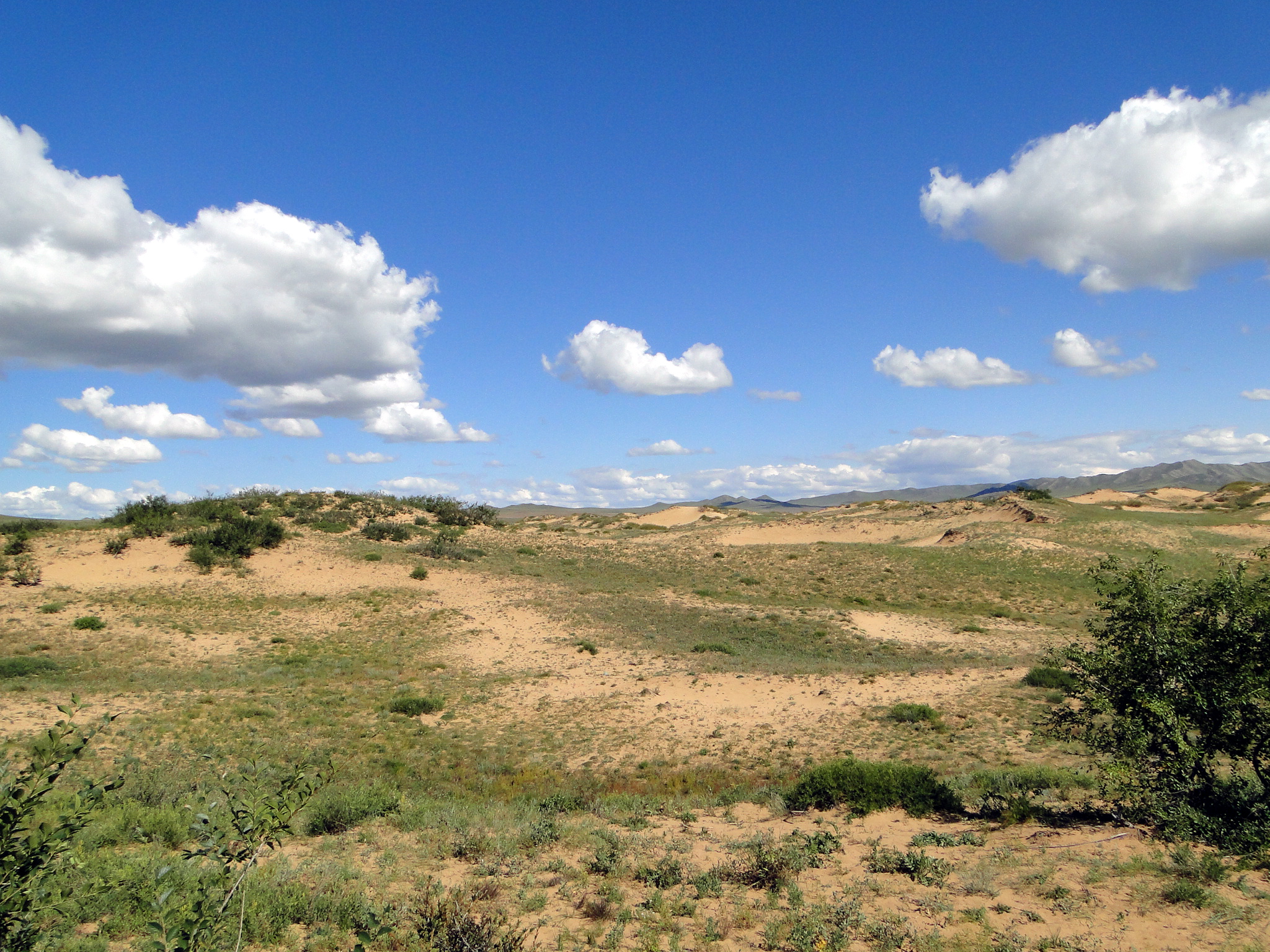
Halfwoestijn.
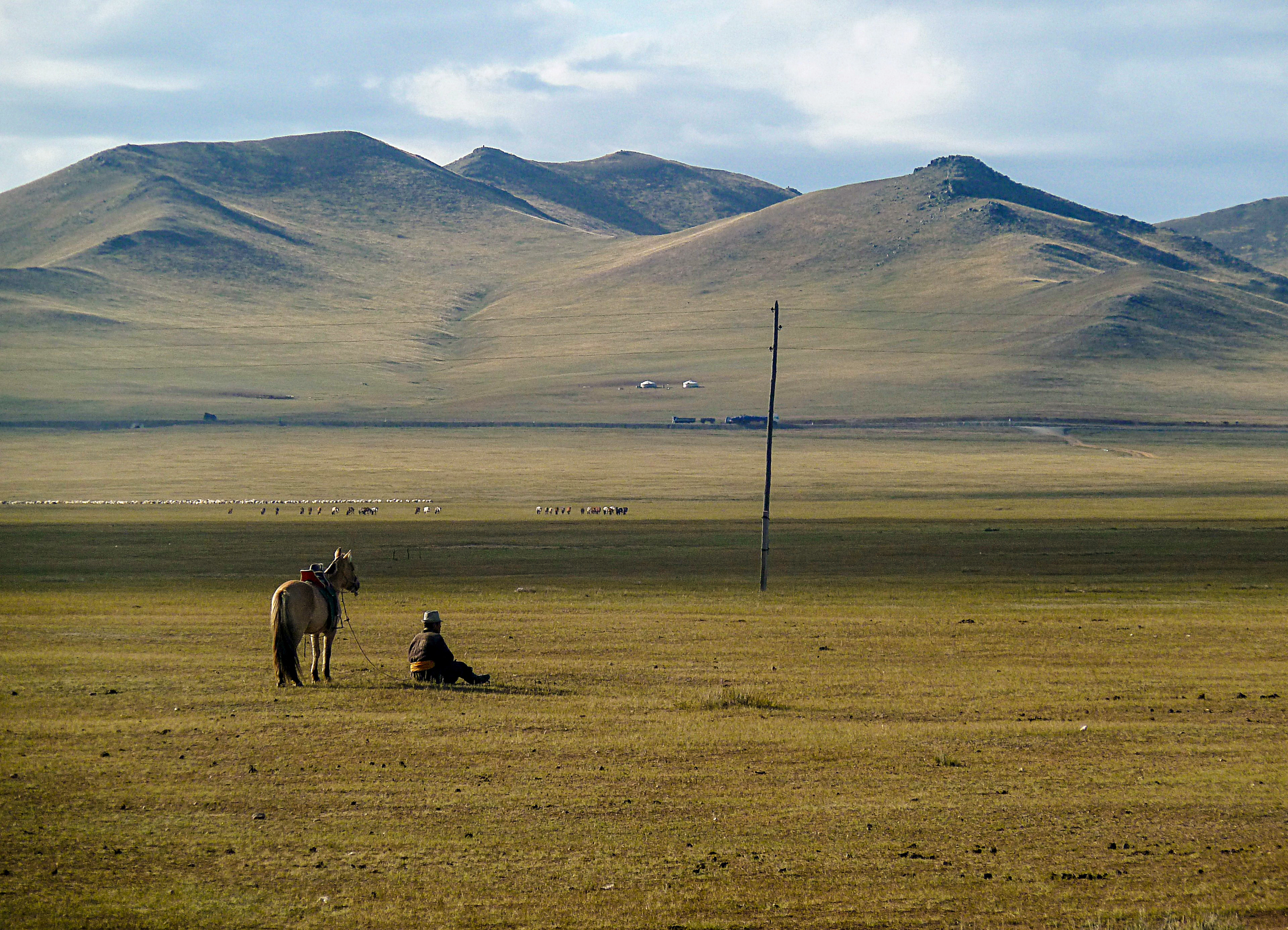
Uitzicht over de steppen in de richting van het Hentigebergte.
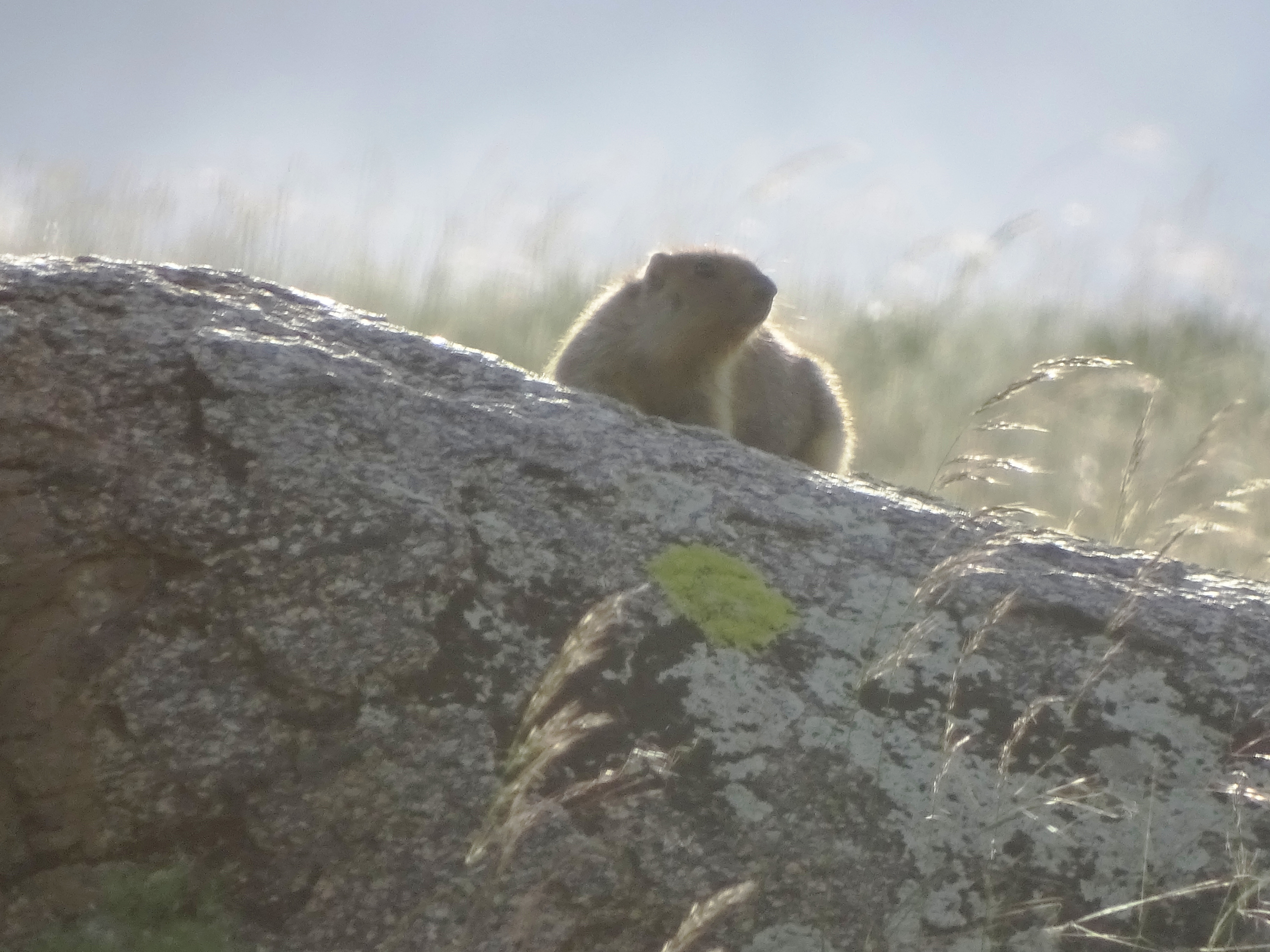
De zeldzame tarbagan (Marmota sibirica) in N.P. Hustain Nuruu.
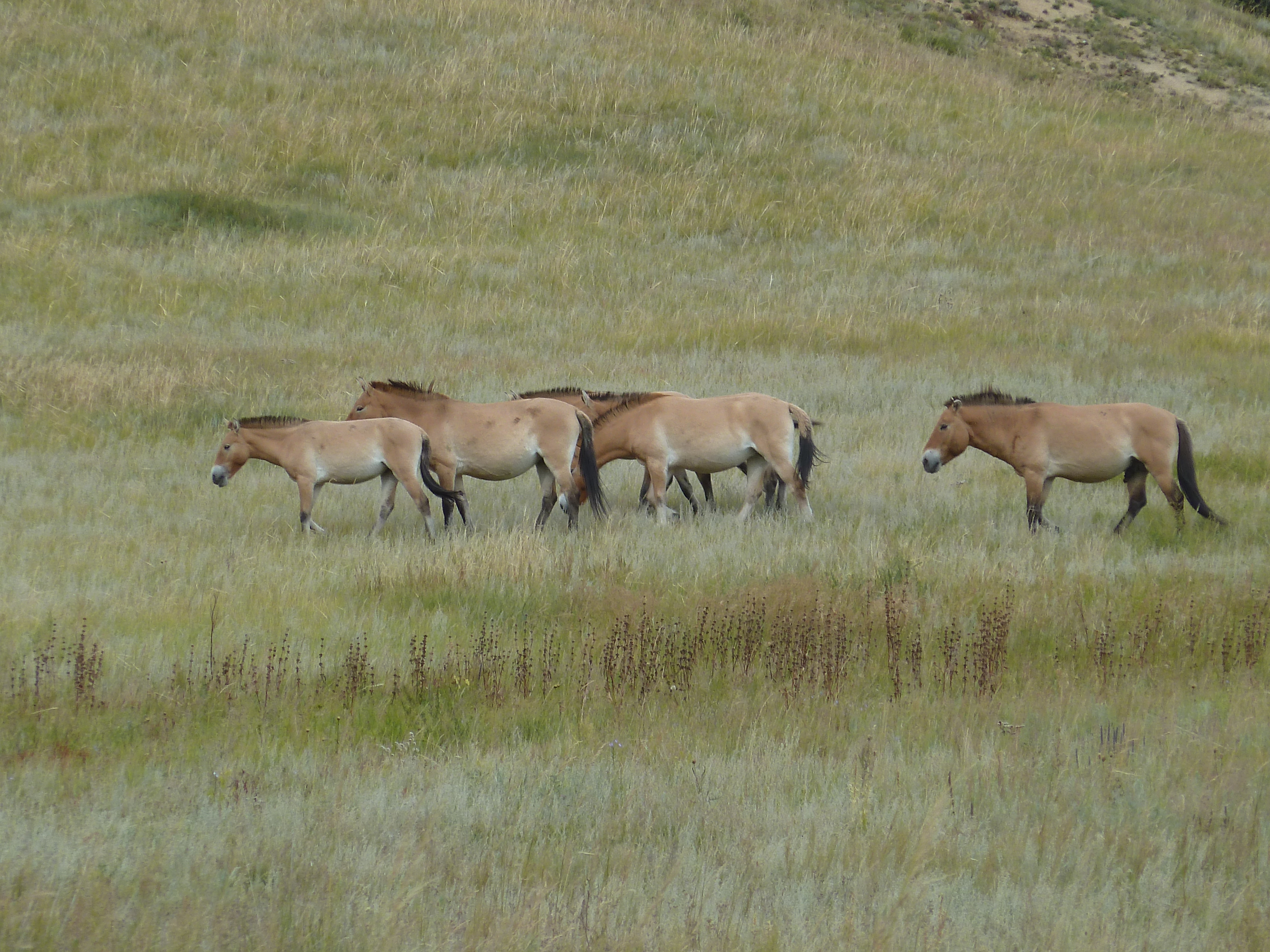
Een kudde przewalskipaarden (Equus ferus przewalskii) in N.P. Hustain Nuruu.
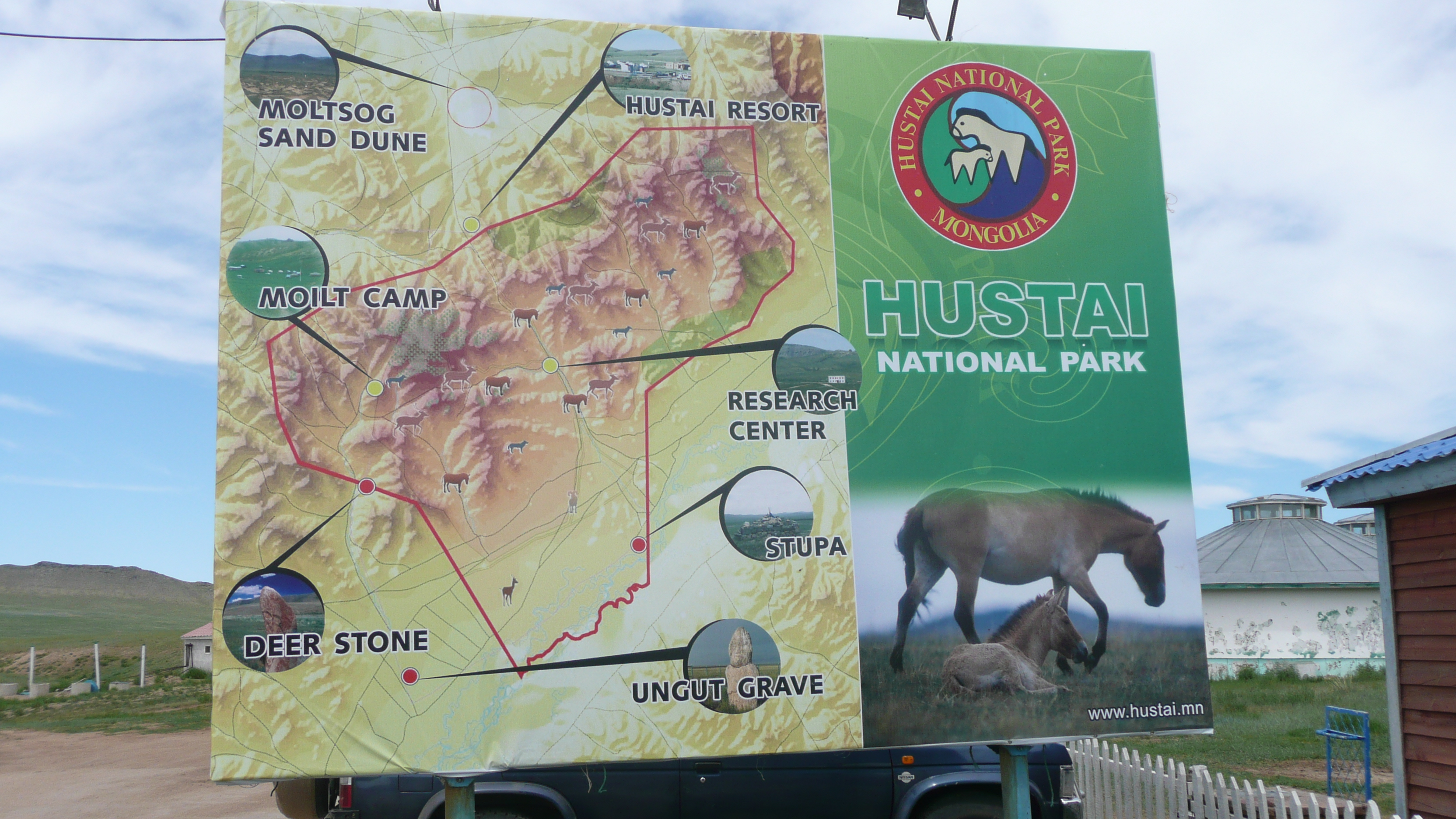
Informatiebord in het nationaal park.
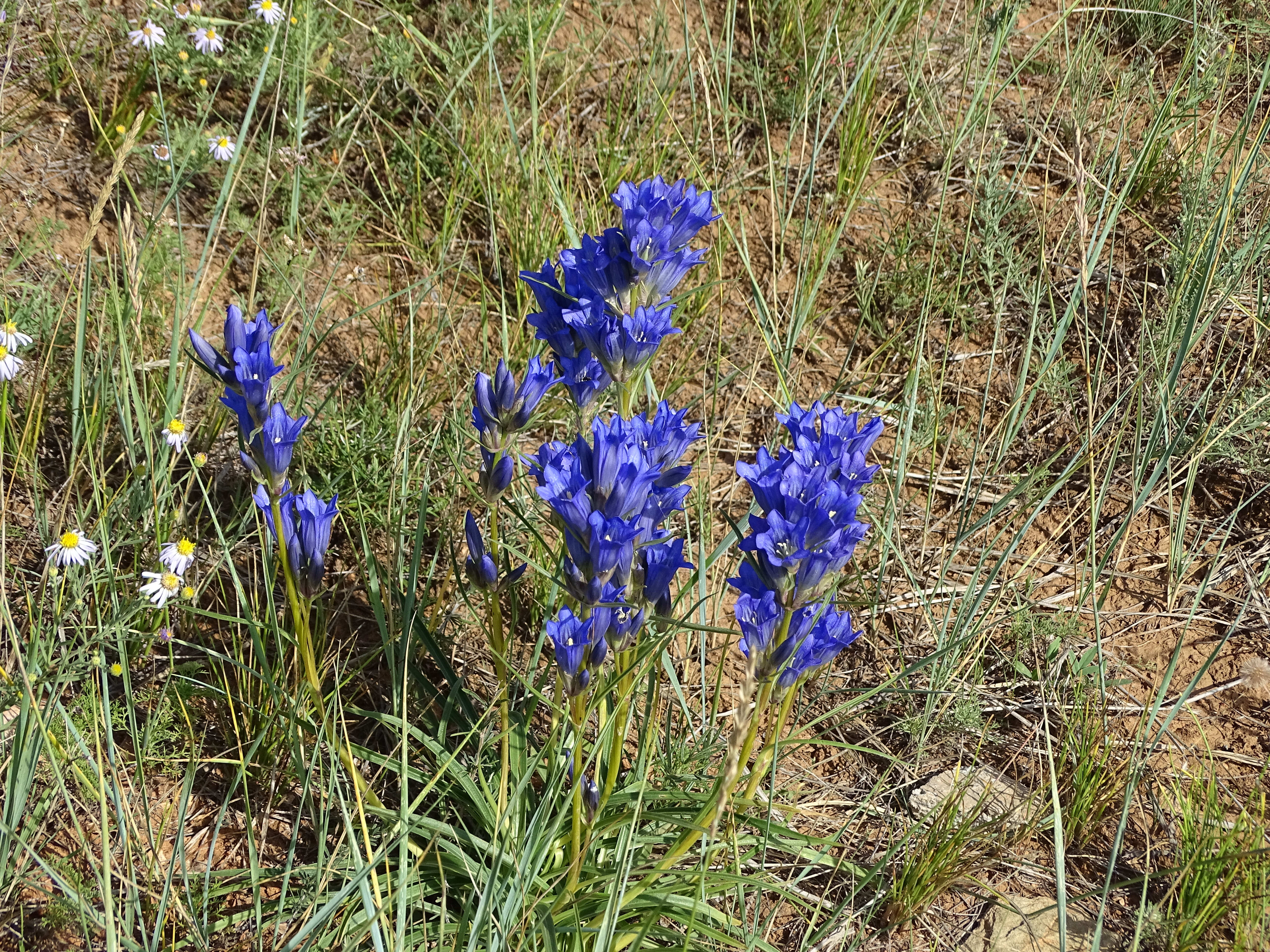
Een soort gentiaan in het nationaal park.

Altaj Tavan Bogd · 
Bulgan Gol · 
Darĭganga · 
Gorhi-Terelzj · 
Govĭ Gurvan Sajhan · 
Hangajn Nuruu · 
Han Höhii · 
Har Us Nuur · 
Horgo-Terhiin Tsagaan Nuur · 
Högnö-Tarna · 
Hövsgöl Nuur · 
Hustain Nuruu · 
Ih Bogd Uul · 
Ih Gazryn Tsjuulu · 
Mjangan Ugalzatyn · 
Mongol Els · 
Mönhhajrhan Uul · 
Nojon Hangaj · 
Öndörhaan Uul · 
Onon Balzj · 
Orhony Hödii · 
Siilhemiin Nuruu · 
Tarvagatajn Nuruu · 
Tengis-Sjesjgediin Golyn Aj Sav · 
Tsambagarav Uul · 
Tsjigertejn Golyn Aj Sav · 
Tuzjiin Nars · 
Ulaagtsjiny Har Nuur · 
Zar Bajdgariin Golyn Ehen Sav
- Gemeinsame Normdatei: 7598272-9
- Virtual International Authority File: 243225059